# Йоакинф Логановський
Іван Васильович Логановський (у чернецтві Йоакинф) (1763, Київ — 1817, Курськ) — педагог, церковний діяч, ректор Києво-Могилянської академії (1804–1813).

## Життєпис
Народився у Києві в родині кравця. Походив зі збіднілого шляхетського роду. 1779 року вступив до Києво-Могилянської академії, а 1792 року закінчив повний академічний курс.
Працював вчителем граматики та грецької мови у Переяславській семінарії (впродовж 1792-93 рр.). 1793 року повернувся до Києва, працював вчителем математики та граматики у Києво-Могилянській академії.
1795 року прийняв чернечий постриг. Далі працював викладачем у Академії — викладав у вищому класі граматики, з 1796 року — риторики. 1800 року був призначений префектом (помічником ректора з навчальної та виховної роботи) та водночас професором філософії.
1803 року був призначений архімандритом Братського монастиря, а вже 1804 року обійняв посаду ректора Академії.
На час ректорства Йоакинфа Логановського припала нищівна пожежа на Подолі у липні 1811 року. Тоді згоріли усі дерев'яні будівлі, дуже постраждала бібліотека та храми.
Водночас у Російські імперії була проведена реформа духовних шкіл, наслідки якої не передбачали подальшого існування Києво-Могилянської академії, тож царський уряд і синод почали процес підготовки до закриття закладу.
1813 року його було звільнено з посади ректора та призначено архімандритом Знаменського монастиря (Курськ). Помер і похований у Курську.